# Mein Kampf
Mein Kampf (em português:  Minha Luta) é o título do livro de dois volumes de autoria de Adolf Hitler, no qual ele expressou suas ideias antissemitas, anticomunistas, antimarxistas, racialistas e nacionalistas de extrema-direita, então adotadas pelo Partido Nazista. O primeiro volume foi escrito na prisão e editado em 1925, o segundo foi escrito por Hitler fora da prisão e editado em 1926. Mein Kampf tornou-se um guia ideológico e de ação para os nazistas, e ainda hoje influencia os neonazistas, sendo chamado por alguns de "Bíblia Nazista".
As ideias propostas em Mein Kampf não surgiram com Hitler, mas são oriundas de teorias e argumentos então correntes na Europa. Na Alemanha nazista, era uma exigência não oficial possuir o livro. Era comum presentear o livro a crianças recém-nascidas, ou como presente de casamento. Todos os estudantes o recebiam na sua formatura.

## Título
É importante notar a flexibilidade conotativa e contextual da língua alemã da palavra "Kampf", que traz diversas possibilidades de traduções do título para o português. A palavra também pode ser traduzida como "luta", "combate", ou até mesmo como "guerra", o que é evidenciado por vários exemplos, como os nomes alemães de diversos tanques ("Panzerkampfwagen", traduzido como "Veículo de guerra blindado") ou por nomes de bombardeiros ("Sturzkampfflugzeug", traduzido como "Avião bombardeiro de guerra"). A grande maioria dos linguistas, entretanto, ainda julgam "Minha Luta" a tradução correta.

## História
Hitler começou a ditar o livro para Emil Maurice enquanto estava preso em Landsberg, e depois de Julho de 1924 passou a ditar para Rudolf Heß, que posteriormente, com a ajuda de especialistas, aos poucos editou o livro. Por sua peculiar natureza verbal, a obra original mostrou-se repetitiva e de difícil leitura, por isso precisou ser editada e reeditada antes de chegar à editora. Ele foi dedicado a Dietrich Eckart, membro da Sociedade Thule.
O título original da obra era "Viereinhalb Jahre [des Kampfes] gegen Lüge, Dummheit und Feigheit" ("Quatro anos e meio de luta contra mentiras, estupidez e covardia"), porém Max Amann, o encarregado das publicações nazistas, decidiu que o título era muito complicado e achou melhor abreviá-lo para Mein Kampf - Minha Luta. Amann ficou desapontado com o conteúdo da obra, pois esperava uma história pessoal de Hitler detalhada e com ênfase no Putsch da Cervejaria, que acreditava se tornaria uma ótima leitura; Hitler, porém, não entrou em detalhes sobre sua vida pessoal e não escreveu nada sobre o Putsch.

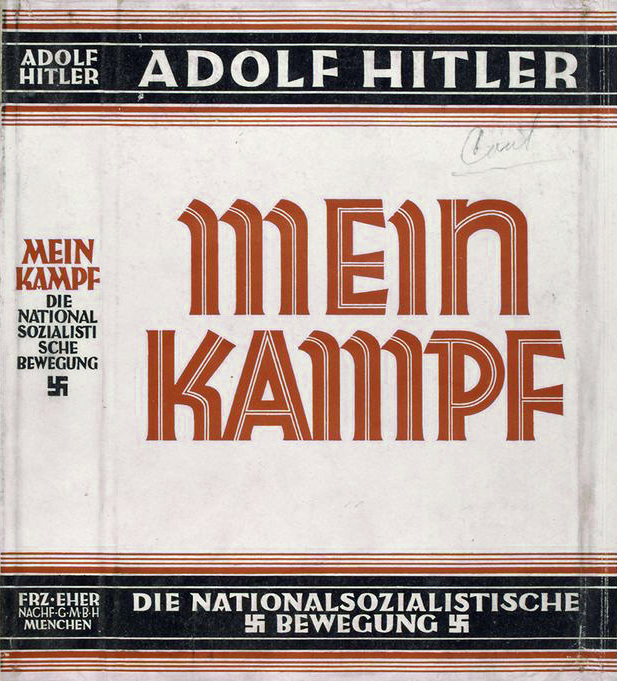
Sobrecapa da edição de 1926-1928

O primeiro volume, intitulado Eine Abrechnung, é essencialmente autobiográfico e foi publicado em 18 de julho de 1925; já o segundo volume, Die Nationalsozialistische Bewegung (O movimento nacional-socialista), é mais preocupado em expressar a doutrina nazista e foi publicado em 1926.

## Conteúdo
As principais ideias do livro são aquelas que mais tarde foram aplicadas durante a Alemanha nazista e a Segunda Guerra Mundial. Hitler desejava transformar a Alemanha num novo tipo de Estado, que se alicerçasse com o conceito de raças humanas e incluísse todos os alemães que viviam fora da Alemanha, estabelecendo também o Führerprinzip - conceito do líder -, em que Hitler dita que ele deveria deter grandes poderes, estabelecendo uma ideologia universal (Weltanschauung).
O livro é dominado pelo antissemitismo. Hitler diz, por exemplo, que a língua internacional Esperanto faz parte da conspiração dos judeus, e faz comentários a favor da antiga ideia nacionalista Alemã do "Drang nach Osten": a necessidade de ganhar o Lebensraum (espaço vital) para o leste, especialmente na Rússia.
Outro aspecto importante é o posicionamento político claramente anti-comunista, e uma preocupação evidente com a expansão da ideologia marxista. Hitler usou como tese principal o "Perigo Judeu", que fala sobre a conspiração dos Judeus para ganhar a liderança na Alemanha. No entanto, o livro também é autobiográfico: dá detalhes da infância de Hitler e o processo pelo qual ele se transformou em um nacionalista, depois num antissemita, e finalmente num militarista, tendo sido marcado pela sua juventude em Viena, Áustria.

## Popularidade
A apreensão dos extratos de conta dos direitos autorais da Eher Verlag - a editora nazista - feitas pelos Aliados em 1945, revelou que em 1925, ano de seu lançamento, Mein Kampf (custando 12 marcos cada volume) vendeu 9 473 exemplares, a partir de então as vendas caíram gradativamente para 6 913 em 1926, para 5 607 em 1927 e somente 3 015 em 1928. Com as vitórias nas eleições pelos nazistas, a partir de 1929 as vendas cresceram, alcançando 7 669 naquele ano, e saltando para 54 086 em 1930, ano em que surgiu uma edição popular de oito marcos. Em 1931, 50 808 exemplares foram vendidos, e 90 351 em 1932. Em 1933 quando Hitler se tornou chanceler, as vendas saltaram para um milhão de exemplares. Em 1940, seis milhões de exemplares do Mein Kampf foram vendidos. O Partido nazista afirmou que o livro antes disso já era um grande vendedor. Hitler possuía rendimento de 10% dos direitos autorais sobre o livro (sua principal fonte de renda a partir de 1925), 15% a partir de 1933, quando o rendimento da venda do livro superou um milhão de marcos.

## Direitos autorais
Os direitos do livro, que pertenciam a Adolf Hitler, foram entregues ao Estado da Baviera, por ordem do próprio Hitler. O Estado da Baviera recusou-se a republicar e permitir republicações do livro, por isso este não se encontrava mais à venda, porém tais direitos caíram em domínio público no dia 31 de Dezembro de 2015, podendo ser editado e traduzido por outras editoras. Ainda assim, a  divulgação de uma obra de impacto tão negativo ainda causa polêmica, com direito a uma versão digital sendo retirada de lojas brasileiras em janeiro de 2016 após uma ação judicial.
Em Portugal, em Junho de 2016 o livro Mein Kampf – A Minha Luta, de Adolf Hitler, foi o maior êxito de vendas da editora Guerra & Paz durante a Feira do Livro de Lisboa. A obra onde estão enunciados os princípios ideológicos do nazismo deixou de ter direitos de autor em dezembro de 2015, o que inspirou a editora a lançar uma trilogia: além da obra de Hitler, Manuel S. Fonseca, o editor, publicou ainda o ‘Manifesto Comunista’ de Marx e Engels e o ‘Pequeno Livro Vermelho’ de Mao Tsé-Tung. 

## Índices
O arranjo dos capítulos é como segue:
- Introdução
- Volume I: Uma conta
  - Capítulo 1: Na casa paterna
  - Capítulo 2: Anos de aprendizado e de sofrimento em Viena
  - Capítulo 3: Reflexões gerais sobre a política da época de minha estadia em Viena
  - Capítulo 4: Munique
  - Capítulo 5: A Guerra Mundial
  - Capítulo 6: A propaganda da guerra
  - Capítulo 7: A revolução
  - Capítulo 8: O começo de minha atividade política
  - Capítulo 9: O Partido Trabalhista Alemão
  - Capítulo 10: Causas primárias do colapso
  - Capítulo 11: Povo e Raça
  - Capítulo 12: O primeiro período de desenvolvimento do Partido Nacional Socialista

- Volume II: O movimento nacional-socialista
  - Capítulo 1: Doutrina e partido
  - Capítulo 2: O Estado
  - Capítulo 3: Cidadãos e súditos do Estado
  - Capítulo 4: Personalidade e concepção do Estado Nacional
  - Capítulo 5: Concepção do mundo e organização
  - Capítulo 6: A luta nos primeiros tempos - A importância da oratória
  - Capítulo 7: A luta com a frente vermelha
  - Capítulo 8: O forte é mais forte sozinho
  - Capítulo 9: Ideias fundamentais sobre o fim e a organização dos trabalhadores socialistas
  - Capítulo 10: A máscara do federalismo
  - Capítulo 11: Propaganda e organização
  - Capítulo 12: A questão sindical
  - Capítulo 13: Política de aliança da Alemanha após a Guerra
  - Capítulo 14: Orientação para leste ou política de leste
  - Capítulo 15: O direito de defesa
- Conclusão
- Índice

## Traduções em português
- 1934 - Ed. Livraria do Globo Porto Alegre (Brasil)
- 1962 - Ed. Mestre Jou (Brasil)
- 1976 - Ed. Afrodite (Portugal - baseada na brasileira de 1934)
- 1983 - Ed. Moraes (Brasil)
- 1987 - Ed. Pensamento (Brasil - baseada na de 1934)
- 1990 - Ed. Revisão (2 tomos) (Brasil)
- 1998 - Ed. Hugin (Portugal)
- 2001 - Ed. Centauro (Brasil)
- 2014 - Ed. LeYa (Portugal, disponível em e-book)
- 2015\2016- Ed. E-Primatur (Portugal, baseada na edição da editora Afrodite, de 1976).
- 2016 - Geração Editorial (Brasil, versão comentada)[10]
- 2016 - Ed. Crimideia (Portugal).
- 2016 - Ed. do Carmo (Brasil)